# Mandubí
Mandubí é uma localidade uruguaia do departamento de Rivera, na zona norte do departamento.. 

## Toponímia
Em guarani, "mandubí/manduví" significa "amendoim" 

## Geografia
A localidade fica ao sul do Rio Cuñapirú, sendo que ao norte se localiza os bairros centrais da cidade de Rivera

## População
Segundo o censo de 2011 a localidade contava com uma população de 6019 habitantes.
| Variação demográfica do município entre 1985 e 2011 |
|                                                     |

## Autoridades
A localidade é subordinada diretamente ao departamento de Rivera, não sendo parte de nenhum município riverense.. De acordo com o censo nacional Mandubí é uma localidade independente, mas para a Intendência do departamento de Rivera, é um bairro da capital do departamento

## Religião
A localidade possui uma capela "São Francisco de Assis", subordinada à paróquia "São Pedro" (cidade de Rivera), pertencente à Diocese de Tacuarembó

## Transporte
A localidade possui a seguinte rodovia:
- Ruta 05, que liga Montevidéu à Rivera (Fronteira Brasil-Uruguai - e a BR-158 em Santana do Livramento)
- Ruta 27, que liga o município de Vichadero até a cidade de Rivera [9][10][4]